# Piattaforma della Dignità e della Verità
La Piattaforma della Dignità e della Verità (in rumeno Partidul Politic „Platforma Demnitate și Adevăr”, abbreviato nell'acronimo PPDA e stilizzato come "Platforma DA") è un partito politico moldavo di centro-destra guidato da Andrei Năstase, avvocato ed ex procuratore.
È stato fondato nel dicembre 2015 durante le manifestazioni antigovernative del periodo. Il partito chiede un cambiamento radicale nell'establishment politico. Il partito è diventato membro osservatore del Partito Popolare Europeo nel 2017.
Dal dicembre 2018 al novembre 2019 ha fatto parte di ORA Piattaforma DA e PAS, con la quale si è presentata alle elezioni parlamentari del 2019.

## Ideologia
La dirigenza del partito espresse la sua opposizione a quello che hanno definito il "governo oligarchico mafioso" di Vladimir Plahotniuc.
Sostengono le elezioni anticipate per formare un governo riformista ed europeista.

## Risultati elettorali
| Elezione                   | Voti    | %     | Seggi    |
| -------------------------- | ------- | ----- | -------- |
| Parlamentari 2014          | 12.110  | 0,76  | 0 / 101  |
| Parlamentari 2019 (in ORA) | 380.181 | 26,84 | 26 / 101 |
| Parlamentari 2021          | 34.184  | 2,33  | 0 / 101  |

| Elezione           | Elezione | Candidato        | Voti    | %     | Esito                |
| ------------------ | -------- | ---------------- | ------- | ----- | -------------------- |
| Presidenziali 2016 | I turno  | Maia Sandu (PAS) | 549.152 | 38,71 | ✔️ Eletta/o          |
| Presidenziali 2016 | II turno | Maia Sandu (PAS) | 766.593 | 47,89 | ✔️ Eletta/o          |
| Presidenziali 2020 | I turno  | Andrei Năstase   | 43.924  | 3,26  | ❌ Non eletta/o (5º) |